# Tatiana Louchina
Tatiana Viktorovna Louchina (en russe : Татьяна Викторовна Лушина) est une gymnaste trampoliniste russe née le 14 octobre 1971 à Voronej (RSFS de Russie). 
Elle remporte six médailles aux championnats du monde de trampoline (dont trois en or, une en argent et deux de bronze) et trois titres aux championnats d'Europe de trampoline.
Elle travaille ensuite au Cirque du Soleil au Canada, apparaissant dans le spectacle La Nouba.